# رازمجين (درسجين)
رازمجین (بالفارسية: رازمجین) هي قرية تقع في إيران في قسم درسجین الریفي. يقدر عدد سكانها بـ 97 نسمة بحسب إحصاء 2016.